# Joan Mascaró Fornés
Joan Mascaró Fornés (Santa Margarita, Mallorca, España, 8 de diciembre de 1897 - Comberton, Cambridge, Reino Unido, 19 de marzo de 1987), traductor, escritor y filólogo, poeta, orientalista, profesor en la Universidad de Cambridge y doctor honoris causa por la UIB, a él se debe una de las traducciones más populares al inglés del texto hindú del Bhagavad Gita y algunos de los más importantes Upanishads. También tradujo un texto budista fundamental, el Dhammapada, del palí al inglés que fue publicado en 1973.

## Biografía
Nacido en una familia campesina y muy dotado desde niño para las lenguas, se interesó por la espiritualidad a la edad de 13 años, tras leer un libro sobre ocultismo que le produjo estupor espiritual. Halló la vía de salida a dicha confusión en una antigua traducción al inglés del Bhagavad Gita. Al pensar que aquella traducción era bastante pobre se sintió impulsado a estudiar sánscrito para comprender mejor dicho texto.
Estudió en la Escuela Superior de Comercio de Palma (1915) y fue secretario del Consulado británico en Palma. A propuesta del financiero Juan March Ordinas acompañó a su hijo Juan March Servera a estudiar en el extranjero. En Cambridge se licenció en lenguas modernas y orientales, especializándose en sánscrito y en pali.
Estudió lenguas modernas y orientales en la Universidad de Cambridge, dedicándose con intensidad a la lectura de los místicos españoles al mismo tiempo. Estuvo en Ceylán como vicerrector del Parameshvara College en Jaffna. Más tarde fue profesor de inglés en la Universidad de Barcelona, donde creó la cátedra de lenguas orientales. Volvió a vivir en Inglaterra a causa de la guerra civil española, allí tradujo el Bhagavad Gita y los Upanishads. En la Universidad de Cambridge fue supervisor de buen inglés y lector en Literary and Spiritual Values in the Authorized Version of the Bible.
Su primera obra, Lamps of Fire (1958), fue una colección de sabiduría religiosa y espiritual de todo el mundo; una selección del libro inspiró la canción de los Beatles "The Inner Light" (1968). Aunque su lengua materna era el catalán, realizó traducciones al inglés. Su obituario en The New York Times dijo que "logró la hazaña única de traducir idiomas que no son los suyos (sánscrito y pali) a otro idioma que al principio no era el suyo (inglés) 
Su correspondencia epistolar constituye un apartado importante dentro de su obra literaria. Ha sido recogida y publicada en varios volúmenes. Entre las personas con las que mantuvo correspondencia cabe destacar: Dámaso Alonso, Jorge Guillén, George Harrison, Salvador de Madariaga, Luis Cernuda, Juan March, Francesc de Borja Moll, Antoni Maria Alcover, Joan F. March Qués o Raimon Panikkar.
Su influencia intelectual ha sido reconocida por personas del mundo de la cultura como George Harrison (Quien escribió a Juan Mascaró tras leer su traducción de los Upanishads y de ahí surgió el interés de los Beatles por la India y sus viajes a aquel país. Correspondència de Joan Mascaró. Mir, Gregori. Palma de Mallorca. Editorial Moll, 1998), Luis Racionero ("Joan Mascaró me inició en los senderos de Oriente, en un encuentro inolvidable, en Cambridge". Conferencia del 7 de abril de 2005 en Casa Àsia, Barcelona) o Ángel Pascual Rodrigo [1].
La relación de Joan Mascaró i Fornés con el grupo musical The Beatles o, más concretamente, con George Harrison surge el 4 de octubre de 1967 en un programa de debate de la televisión británica sobre la meditación trascendental al que participaban John Lennon y George Harrison. Joan Mascaró intervino en el programa como especialista en textos sagrados hindúes que había traducido y prologado. Esta toma de contacto entre Mascaró y Harrison queda reflejada en el documental de Nofre Moyà y Silvia Ventanyol de IB3 y TV3, titulado Llànties de Foc, como uno de sus libros. Un mes más tarde, Mascaró escribió a George Harrison sugiriéndole musicar su traducción de The Inner Light (La Luz Interior), un poema del Tao te King y le envió su libro Rays of Fire, que lo contiene. En enero de 1968, George Harrison hizo una versión del poema en la India con músicos hindúes y, en una correspondencia posterior con Mascaró, el músico inglés le informa que ha grabado la música de la canción La Luz Interior y que le enviará una copia cuando esté terminada. The Beatles grabaron The Inner Light en la cara B del single Lady Madonna, que se editó en marzo de 1968, antes de la célebre estancia del cuarteto en la India. The Inner Light fue la primera canción de George Harrison que apareció en un single de The Beatles, en la que además de cantar, Harrison toca el sitar. (Fuente: Blog de Climent Picornell)
Mascaró fue también un activo esperantista a lo largo de toda su vida. Fue delegado de la Asociación Universal de Esperanto y publicó poemas en esta lengua.
Contrajo matrimonio en 1951 con Kathleen Ellis y tuvo un hijo y una hija. Murió en 1987 en Comberton Cambridge.
En el mundo angloparlante utilizó su nombre en español (Juan) porque su nombre en catalán (Joan) es un nombre femenino en lengua inglesa.
Fue nombrado doctor honoris causa por la Universidad de las Islas Baleares.